# Амоша, Александр Иванович
Александр Иванович Амоша (укр. Олександр Іванович Амоша; род. 4 августа 1937 года, Горловка, Донецкая область, УССР, СССР) — советский и украинский учёный, горный инженер, экономист, доктор экономических наук (1985), заведующий кафедры «Менеджмент и хозяйственное право» Донецкого национального университета, академик (2003; член-корреспондент с 1997) Национальной академии наук Украины, Президент Академии экономических наук Украины; Заслуженный деятель науки и техники Украины (1998); Почётный турист Украины.

## Биография
Александр Амоша родился 4 августа 1937 года в Горловке, Донецкой области, УССР.
В 1960 году окончил Донецкий политехнический институт.
Во время учёбы одновременно работал на угольных шахтах.
В 1960—1963 годах работал в Институте горных дел НАН Украины имени М. М. Фёдорова.
В 1963 году институт, в котором трудился Амоша был преобразован в Донецком научно-исследовательский угольный институт и учёный продолжил в нём работать до 1970 года.
В 1963—1966 годах обучался в аспирантуре этого института.
В 1966 году там же защитил кандидатскую диссертацию.
С 1970 года работает в Институте экономики промышленности НАН Украины:
- С 1976 года — заведующий отдела экономичных проблем охраны труда.
- С 1986 года — заместитель директора.
- С 1995 года — директор института (избран коллективом института)[5].

Одновременно на протяжении 1972—1976 годов является учёным секретарём Донецкого научного центра НАН Украины.
С 1975 года Амоша организатор и заведующий научного отдела экономичных проблем охраны труда в ИЕП НАН Украины.
В 1985 году Александр Иванович защищает докторскую диссертацию.
С 1997 года — член-корреспондент, а с 2003 года — академик Национальной академии наук Украины.
С 3 апреля 1997 года — заведующий кафедры «Менеджмент и хозяйственное право» Донецкого национального технического университета.
С 2007 года является директором совместного Образовательно-научного института экономики промышленного развития Национального горного университета МОН Украины и Института экономики промышленности НАН Украины.
(С 2007 по 2009 года имел должность заместителя министра образования Украины)

## Научная деятельность
Научные труды Александра Амоша посвящены социально-экономическим проблемам улучшения условий труда и повышению эффективности промышленного производства (государственного, отраслевого, регионального).
Александр Амоша — автор более 600 научных работ, в том числе десятков персональных и коллективных монографий.
Амоша — главный редактор научно-практического журнала НАН Украины «Экономика промышленности», член многих редколлегий авторитетных экономических изданий.

## Награды и премии
Александр Иванович Амоша — лауреат Государственной премии Украины (2003) за цикл трудов «Разработка и внедрение технико-технологических и организационно-экономических решений при активной инвестиционной политике, которая обеспечивает наивысшую продуктивность добычи угля», Отличник образования Украины, Премий имени А. Г. Шлихтера (1987), М. И. Туган-Барановского (2002) и М. В. Птуха (2007); неоднократно отмечен почётными грамотами Президиума НАНУ Украины, министерств и ведомств, региональных и местных органов власти.
В 2009 году награждён орденом «За заслуги» III степени.